# John Frankenheimer
John Frankenheimer (19 de febrero de 1930 - 6 de julio de 2002) fue un director de cine y televisión y productor estadounidense, ganador de numerosos premios internacionales por sus películas consideradas clásicas.

## Biografía

### Primeros años
Nació en Nueva York, siendo hijo de padre judío de origen alemán y de madre irlandesa católica. Creció en la fe católica, que abandonó de mayor. Desde niño fue siempre los fines de semana al cine. Se graduó en el Williams College en Williamstown Massachusetts en 1951. Sirvió en la Fuerza Aérea con el grado de teniente en la guerra de Corea (1950-1953), y fue camarógrafo de documentales para la Fuerza Aérea. 
Una vez acabado el servicio militar comenzó su carrera como realizador televisivo. En la década de 1950 dirigió cerca de 140 episodios para series de la CBS, como Playhouse 90, Climax!, Danger, You Are There o Studio One. Por eso se le suele considerar un realizador clave en la llamada "Generación de la televisión" junto con los directores Robert Mulligan, Arthur Penn, Sidney Lumet, Martin Ritt y otros.

### Carrera en el cine
Su debut en la gran pantalla llegó en 1957 con The Young Stranger, protagonizada por James MacArthur como el joven rebelde. Esta primera película está basada en un capítulo que Frankenheimer hizo para la serie Climax llamado "Deal a Blow". Después de ello volvió a la televisión, hasta que en 1961 regresó al cine con un proyecto llamado Los jóvenes salvajes, su primer éxito, en el que trabajó por primera vez con Burt Lancaster, iniciando la que sería una larga y fructífera relación.

### El hombre de Alcatraz
Su siguiente proyecto, El hombre de Alcatraz, fue producto de la insistencia de Lancaster. El actor, también productor, había comenzado el proyecto en 1961 con otro director, pero lo despidíó y pidió a Frankenheimer que se hiciera cargo del rodaje. 
Uno de los problemas de El hombre de Alcatraz era la extensión del guion. De hecho, la duración de la película una vez acabado el rodaje era de cuatro horas y media. Frankenheimer se metió en el montaje para intentar recortar el metraje y que quedase coherente. Incluso tuvo que pedirle a Lancaster que volviera a rodar ciertas escenas. Finalmente, el film sería estrenado en 1962, siendo un éxito de público y nominada a cuatro Óscar, incluyendo la actuación de Lancaster. Después del éxito de El hombre de Alcatraz dirigiría All Fall Down (1962), un duro drama familiar sobre un gigoló maltratador inspirado en la novela homónima de James Leo Herlihy (futuro autor de Midnight Cowboy, 1965), dialogado por el dramaturgo William Inge y protagonizado por Warren Beatty, Eva Marie Saint, Angela Lansbury y Karl Malden, pero sería despedido por el productor John Houseman, aunque el filme finalmente se estrenó.

### The Manchurian Candidate
Su siguiente proyecto fue  The Manchurian Candidate. Frankenheimer y el productor George Axelrod compraron los derechos de la novela de Richard Condon, una obra muy cotizada por todos los estudios de Hollywood. Después de convencer a Frank Sinatra de que aceptara el proyecto, se aseguraron de que United Artists se hiciera cargo de la producción. 
El argumento de la película habla de dos excombatientes de la guerra de Corea, el sargento Raymond Shaw (Laurence Harvey) y el comandante Benett Marco (Frank Sinatra), que había sido capturado en el frente. Una vez liberados, Shaw recibe una medalla de honor del gobierno de los Estados Unidos. Pero por entonces, Marco comienza a sufrir terribles pesadillas relacionadas con el lavado de cerebro al que fueron sometidos durante el cautiverio en Corea, y Shaw recibe órdenes para asesinar a un candidato a la presidencia de los Estados Unidos. 
Una de las disputas entre Frankenheimer y Sinatra fue la elección de la madre diabólica del teniente Raymond Shaw. El director quiso a Angela Lansbury, con la que ya había trabajado en All Fall Down (1962). La elegida de Sinatra era Lucille Ball. Al final, Lansbury sería la actriz escogida. El film sería nominado para dos Óscar, entre ellos el de mejor actriz de reparto para Lansbury.
La película no fue estrenada durante años. La leyenda urbana cuenta que fue retirada de la distribución debido a sus similitudes con el complot que provocó el asesinato del presidente John Fitzgerald Kennedy. Posteriormente, el director explicó, en un libro del crítico de cine Charles Champlin, que las razones reales por las cuales no se estrenaría hasta meses después fue mucho más vulgar: la lucha entre los estudios a causa del sueldo de Sinatra.

### Siguientes proyectos
Después de The Manchurian Candidate siguió con el género thriller político con Siete días de mayo en 1964. Una nueva versión del best-seller de Charles Bailey II y Fletcher Knebel, producida por Kirk Douglas. El actor protagoniza a un general, subordinado del Jefe del Estado Mayor Conjunto, interpretado por Burt Lancaster, quien pretende organizar un golpe de Estado contra el presidente porque este quiere cerrar un acuerdo de desarme con los rusos. Aparte de Douglas, otras estrellas que aparecen en la película son Burt Lancaster, Fredric March en el papel de presidente y Ava Gardner. La película volvió a ser un éxito y estuvo nominada a dos Óscar. 
El siguiente film sería El tren, un nuevo proyecto de Burt Lancaster como productor asociado, que por diferencias personales despidió al director Arthur Penn y le pidió a Frankenheimer que se hiciera cargo del rodaje. El director aprovechó la desesperación de la productora para negociar de forma ventajosa sus condiciones. Así, consiguió que su nombre formara parte del título de crédito «John Frankenheimer's The Train», el control final en toda la producción y un automóvil Ferrari. 
En 1966, se embarcó en el filme Plan diabólico, protagonizada por Rock Hudson, que en su tiempo fue un fracaso comercial y de crítica, pero después una de las películas más admiradas por la crítica (convirtiéndose en un film de culto) a causa de sus elementos expresionistas y existenciales y por su audaz tratamiento de la imagen. Trata sobre una organización clandestina que permite cambiar de identidad a quien lo paga mediante operaciones estéticas y la creación de un nuevo entorno vital. 
Después, llegaría una de sus producciones más espectaculares, Grand Prix, película ambientada en las carreras de coches de Europa y protagonizada por James Garner y Eva Marie Saint. La película fue una revolución por lo que se refiere a tecnología cinematográfica, la que sería adaptada posteriormente en las retransmisiones futuras de automovilismo. El filme fue rodado en Super Panavision 70 con secuencias en MCS-70 y presentado en Cinerama de 65mm; introdujo métodos de filmación de alta velocidad, incorporando cámaras montadas en los coches. Grand Prix fue un éxito internacional y ganó tres premios Óscar, al mejor montaje, sonido y efectos de sonido. 
Su siguiente película sería en 1967 con la comedia antibélica The Extraordinary Seaman con David Niven, Faye Dunaway, Alan Alda y Mickey Rooney. La película fue un desastre tanto de público como de crítica, incluso aceptado por el propio director. Mejor suerte tuvo la siguiente película El hombre de Kiev, de 1968, sobre la historia de un judío en la Rusia zarista. La película tuvo una mejor aceptación y su protagonista, Alan Bates, fue nominado al Óscar. 
Su actividad no tuvo descanso. Inmediatamente después de El hombre de Kiev, realizó Los temerarios del aire, un drama romántico sobre la llegada de unos paracaidistas a una pequeña ciudad del Medio Oeste, con la actuación nuevamente de Burt Lancaster juntamente con Deborah Kerr. La película no tuvo la acogida que quería el director, a pesar de que confesó que había sido una de sus preferidas.

### Década de 1970
En la década de 1970, y a pesar de los fracasos, seguía siendo uno de los directores más solicitados por las productoras. En 1970, realizó Yo vigilo el camino, con Gregory Peck y Tuesday Weld. Viajó a Afganistán en 1971, para realizar Orgullo de estirpe, con Jack Palance y Omar Sharif, y después Sueños prohibidos (1973), The Iceman Cometh, con Lee Marvin y 99,44% muerto, con Richard Harris.
Sin embargo, indudablemente su nueva etapa comenzó con la oportunidad de dirigir la segunda parte de French Connection. Por sus conocimientos de la cultura francesa, fue el elegido para rodar íntegramente en Marsella. Como no podía ser de otra manera, la secuela fue un éxito total y le permitió obtener el dinero y la credibilidad para su siguiente trabajo, Domingo negro (1977).
La novela Domingo negro es la única obra de Thomas Harris que no es de la serie relativa a Hannibal Lecter. El guion narra la historia de un agente del Mossad (Robert Shaw, en la película) que intenta atrapar a una guerrillera palestina (Marthe Keller) y a un veterano de la guerra de Vietnam (Bruce Dern), quienes planean cometer un atentado terrorista el día del Super Bowl. La película no tuvo la acogida que se esperaba.

### Décadas de 1980 y 1990
A los pocos meses del estreno de Domingo negro, comenzó a tener problemas con el alcohol, que se agravaron con la preparación de su película Profecía maldita.
Eso provocó, entre otras cosas, que la cantidad (y calidad) de sus filmes se redujera en la década de 1980. Así llegaron El reto del samurái (1982), El pacto de Berlín (1985), 52 Vive o muere (1986), Tiro mortal (1989), La cuarta guerra (1990) y El año de las armas (1991).
Sin embargo, fue capaz de volver a la televisión en la década de 1990 con obras como Contra el muro o The Burning Season. En 1996, dirigió la adaptación de La isla del Doctor Moreau, con Marlon Brando, en una versión absolutamente desoladora. A pesar de todo, pudo desquitarse en 1998 con Ronin, un sólido thriller de espías ambientado en Francia y protagonizado por Robert De Niro y Jean Reno, así como con Operación Reno, con Ben Affleck.
Estaba en la lista de quienes podrían haber dirigido la precuela de El exorcista, pero murió repentinamente en Los Ángeles por complicaciones tras una operación de columna vertebral a la que había sido sometido. Su última película fue Ambush (2001).

## Filmografía
- The Young Stranger (1959)
- Los jóvenes salvajes (The Young Savages) (1961)
- Su propio infierno (All Fall Down) (1962)
- El hombre de Alcatraz (Birdman of Alcatraz) (1962)
- The Manchurian Candidate (1962)
- Siete días de mayo (Seven Days in May) (1964)
- El tren (The Train) (1965)
- Plan diabólico (Seconds) (1966)
- Grand Prix (Grand Prix) (1966)
- El hombre de Kiev (The Fixer) (1968)
- The Extraordinary Seaman (1969)
- Los temerarios del aire (The Gypsy Moths) (1969)
- Yo vigilo el camino (I Walk the Line) (1970)
- Orgullo de estirpe (The Horsemen) (1970)
- The Iceman Cometh (1973)
- 99,44% muerto (99 and 44/100% Dead) (1974)
- Sueños prohibidos (Impossible Object) (1974)
- French Connection II (1975)
- Domingo negro (Black Sunday) (1977)
- Profecía maldita (Prophecy) (1979)
- The Rainmaker (HBO 1982)
- El reto del samurái (The Challenge) (1982)
- The Holcroft Covenant (1985)
- 52 Vive o muere (52 Pickup) (1986)
- Tiro mortal (Dead-Bang) (1989)
- La cuarta guerra (The Fourth War) (1990)
- El año de las armas (Year of the Gun) (1991)
- Contra el muro (Against the Wall) (1994)
- The Burning Season (HBO; 1994)
- Andersonville (TNT; 1996)
- La isla del doctor Moreau (The Island of Dr. Moreau) (1996)
- George Wallace (TNT; 1997)
- Ronin (1998)
- Reindeer Games (2000)
- The Hire (BMW Short Movie) - Ambush (2001)
- Path to War (HBO; 2002)

## Premios y distinciones
Festival Internacional de Cine de Venecia
| Año  | Categoría        | Película              | Resultado |
| ---- | ---------------- | --------------------- | --------- |
| 1962 | Premio San Jorge | El hombre de Alcatraz | Ganador   |